# Cananeai sztrájk

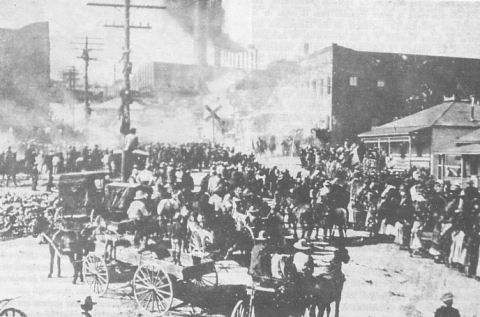
Bányásztüntetés Cananeában

Az 1906. június 1-jén kezdődő cananeai sztrájk Mexikó történetének egyik legjelentősebb munkabeszüntetése volt. A Sonora államban található Cananea város bányászainak akcióját sokan a mexikói forradalom előzményének tartják. A sztrájkolók nem csak a munkát tették le, hanem felvonulásokat is tartottak és összecsaptak amerikai fegyveresekkel és a helyi hatóságokkal is.

## Története
Cananeának 1891-ben alig több mint 100 lakója volt, azonban miután a William C. Greene által 1899-ben alapított Cananea Consolidated Copper Company társaság rézbányát nyitott a településen, a népesség robbanásszerűen megnőtt, a 20. század első éveire már elérte a 22 000 főt. A lakók közül körülbelül 7600 volt a bányász, ebből 5400 mexikói, 2200 idegen, többnyire USA-beli.
A mexikói bányászok munkakörülményei rendkívül rosszak voltak, alacsony bérért dolgoztak hosszú műszakokban, egészségtelen körülmények között, sőt, hátrányos megkülönböztetésben is részesültek az amerikaiakkal szemben, akik általában több fizetést kaptak és magasabb pozíciókat foglaltak el. A növekvő elégedetlenség terjedésére rásegített a nemrég alakult szabadelvű párt, a Partido Liberal Mexicano propagandája. 1906 januárjában Esteban Baca Calderón, Manuel M. Diéguez és Francisco M. Ibarra megalapította az Unión Liberal Humanidad (Szabadelvű Emberség Unió) nevű szervezetet, Lázaro Gutiérrez de Lara pedig a cananeai szabadelvű klubot. Mindkét csoportosulás tagságában jelentős arányban képviseltették magukat a bányászok.
Az 1906. május 5-i ünnepségeket mindkét szervezet kihasználta arra, hogy tüntetést rendezzen a munkakörülmények ellen tiltakozva. Gutiérrez és Baca beszédeikben hangsúlyozták, hogy megmutatják a „kapitalistáknak”, hogy ők nem „teherhordó állatok”, és hogy mindenben mellőzve vannak a „szőke, kék szemű” emberekkel szemben, valamint hogy az uralkodás és törvényalkotás joga kizárólag a népet illeti. A tüntetésekre válaszul a hatóságok statáriumot vezettek be.
Május végén petíciós íveket nyújtottak be Greene-nek, melyben az egyik intéző menesztését, 5 pesós napi minimálbért és 8 órás munkanapot követeltek, valamint azt, hogy minden pozícióban legalább 75% legyen a mexikóiak aránya, az ellenőrök „jóérzésű” emberek legyenek, és hogy az előmenetelhez azonos joga legyen mindenkinek, csak a képességeitől függjön, hogy előléphet-e.
Június 1-ének első óráitól kezdve a munkások sztrájkba kezdtek. A hatóságok felszólították őket, hogy kezdjenek tárgyalásokat a cég képviselőivel, ezért kijelöltek egy Baca Calderón és Diéguez által vezetett tárgyalóbizottságot, amely azonban csak egy terméketlen vitába tudott bocsátkozni a másik féllel. Miután közölték a dolgozókkal a tárgyaláson történteket, a mozgalom vezetőjévé Gutiérrez de Larát és Enrique Bermúdezt választották.

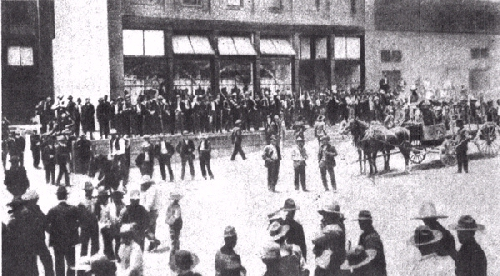
Amerikai katonák védenek egy üzletet

Délután 3 óra körül mintegy 3000 fős munkásmenet indult el a városban. Amikor a fatelep mellett haladtak el, annak megbízottjai, William és George Metcalf összetűzésbe keveredtek néhány felvonuló munkással, majd hamarosan a konfliktus addig fajult, hogy az amerikaiak belelőttek a tömegbe, akik erre kődobálással válaszoltak. Hamarosan újabb amerikai fegyveres csoportok érkeztek meg, a mexikóiak pedig megtámadtak egy zálogházat, hogy ők is fegyverhez és lőszerhez jussanak. Összesen 10 ember halt meg, 19-en megsebesültek és néhány épület kigyulladt. Végül a tüntetők a település külső részeibe vonultak.
Amíg az összecsapás tartott, Greene segélykérő táviratot küldött a közeli arizonai településeknek, a cananeai községi elnök pedig Sonora állam kormányzójától, Rafael Izábaltól kért segítséget. A kormányzó azonnal el is indult a helyszínre, miközben utasította a környező településen állomásozó katonákat és csendőröket, hogy szintén vonuljanak Cananeába. Az állam fővárosából, Hermosillóból Cananeába vezető legrövidebb út, melyet a kormányzó választott, érintette az Egyesült Államok területén fekvő Nacót is, ahova június 2-án reggel érkezett meg. Itt az amerikaiaktól azt az ajánlatot kapta, hogy működjön együtt velük és segítsen elfojtani a lázadást. Izábal elfogadta az ajánlatot és 275 önkéntes ranger kíséretében átlépte a határt, visszatért mexikói földre, és délelőtt fél 11 körül elérte Cananeát.
Izábal arra szólította fel a sztrájkolókat, vegyék fel újra a munkát, ők azonban éjjel ismét összegyűltek és úgy határoztak, folytatják a tüntetéseket. Így egy újabb felvonulást tartottak, azonban a háztetőkről rájuk lőttek az amerikai katonák és a helyi rendőrök is, ezért a menet feloszlott és az emberek elmenekültek. Éjjel Izábal Ramón Corral kormányzati titkártól táviratot kapott, amiben tájékoztatták, hogy külföldi katonai erőknek tilos Mexikó területén tartózkodniuk, ezért visszaküldte a rangereket Nacóba. Másnap a helyi katonai zóna parancsnoka, Luis E. Torres vette át az ellenőrzést a település felett és üldözőbe vette a környező hegyekben elrejtőzött sztrájkolókat.
Június 5-én Gutiérrez de Larát, Diéguezt, Baca Calderónt és Ibarrát letartóztatták és 15 év börtönre ítélték. Először Hermosillóban zárták be őket, majd 1909-ben a veracruzi San Juan de Ulúa-erődbe szállították a foglyokat. Emellett további közel 50 munkást szintén elfogtak és Hermosillóban valamint Cananeában bebörtönözték őket.
A fegyveres összecsapások és a megtorlás egyes források szerint mintegy száz ember életét követelték. A rend hamarosan helyreállt a városban.